# Titolo pro memoria
Un titolo pro memoria è un titolo che fa riferimento a un territorio sul quale non si esercita più alcun dominio, e di cui un monarca continua l'utilizzo a titolo onorifico per motivi storici e sentimentali.
I titoli pro memoria vengono utilizzati sotto la formula non praeiudicando, secondo il principio dello ius usus innocui, ossia considerando il loro uso come inoffensivo e non comportante pregiudizio alcuno per i diritti di altri sovrani, compreso il governante del territorio a cui il titolo fa riferimento.
Il carattere inoffensivo dei titoli pro memoria li differenzia dai titoli di pretensione, che fanno anch'essi riferimento a un territorio perso nel passato, ma sempre in una forma rivendicativa.
Sin dalla caduta di Gerusalemme molti sovrani europei iniziarono a fregiarsi del titolo di Re di Gerusalemme, rivendicazione tuttavia puramente onorifica. Fra questi, in Italia: i re di Sardegna (Savoia) e i re delle Due Sicilie (Borbone). A tal proposito si racconta che Ferdinando IV di Borbone, volendo punzecchiare il filosofo illuminista Ferdinando Galiani per l'uso improprio del titolo di “abate” con il quale il filosofo veniva accolto in società, gli domandò: “Signor abate, dove si trova la vostra abbazia?”, al che Galiani, senza scomporsi, gli ripose: “Nel vostro regno di Gerusalemme, Maestà”.
Il re di Spagna conserva tra i suoi titoli storici vari esempi di titoli pro memoria, come quelli di re di Gerusalemme, di re delle Due Sicilie , di re di Sardegna, di duca di Milano, di duca del Lussemburgo, quest'ultimo titolo legittimamente detenuto da Enrico di Lussemburgo.